# Hiesse
Hiesse é uma comuna francesa na região administrativa da Nova Aquitânia, no departamento de Charente. Estende-se por uma área de 24,75 km². Em 2010 a comuna tinha 245 habitantes (densidade: 9,9 hab./km²).